# Ковалевский, Иван Ефимович
Ива́н Ефи́мович Ковале́вский (19 октября 1899 — 11 июня 1994) — русский советский поэт, член Союза писателей СССР. Майор Советской армии, участник Гражданской и Великой Отечественной войн, в ходе которой, попав в плен, писал антифашистские стихи.

## Биография
Родился в селе Бочечки (ныне Конотопского района Сумской области) в бедной крестьянской семье. Окончив церковно-приходскую школу, был батраком, затем подмастерьем на сахарном заводе.
После Великой Октябрьской социалистической революции вступает в Красную гвардию. Участвовал в Гражданской войне в рядах 24-й Самаро-Симбирской Железной стрелковой дивизии, которой командовал прославленный советский военачальник Г. Д. Гай. Отличился в бою, где Симбирская дивизия действовала вместе с 25-й стрелковой дивизией В. И. Чапаева. За это отличие сам Чапаев вручил Ковалевскому именные часы.
В 1920 году принят в РКП(б).
Затем участвовал в ликвидации басмачества.
Решив посвятить свою жизнь службе в Красной армии, поступает в Ташкентское высшее общевойсковое командное училище. Окончив его в 1924 году, посылается в Ростов-на-Дону, где служит в артиллерии до 1941 года.
В 1932 году Ковалевский окончил Высшие артиллерийские курсы и был назначен начальником боевого питания Новочеркасского танкетного батальона 9-й Донской стрелковой дивизии. Впоследствии ему присваивается звание майора.
Пишет стихи, выпускает сборники «Мои герои» (1938) и «Перед боем» (1940).
Когда началась Великая Отечественная война, уходит на фронт в должности начальника штаба артиллерии 41-й стрелковой дивизии 6-й армии. Во время Харьковского сражения 26 мая 1942 года, будучи тяжело контужен и ранен, попал в плен.
В плену продолжал сочинять стихи антифашистской направленности, которые записывал на стенах бараков, на клочках бумажных мешков из-под цемента.
В 1945 году был освобождён из плена. После прохождения спецпроверки Ковалевского восстанавливают в воинском звании майора и увольняют в запас по болезни.
С 1946 по 1947 год Ковалевский работает на цементном заводе в Воскресенске, затем возвращается в Ростов-на-Дону, работает на Ростсельмаше.
Однако здоровье Ковалевского было серьёзно подорвано пленом, и в 1952 году он уходит с завода и сосредотачивается на литературной работе.
В 1959 году стихи Ковалевского, написанные в фашистском плену и сохранённые им и выжившими его солагерниками, были опубликованы в журнале «Дон» с предисловием Евгения Долматовского.
Затем выходят сборники его стихов «Рождение песни», «Наклонились вербы», «Взятое с бою», «Я снова в дороге», «Красная птица», «Над полями, травами…», «Стучи, моё сердце», «Родниковый свет».
Выпускает также сборники стихов для детей «У нашего дома, у тихого Дона» и «Красная птица».
В 1960 году Ковалевского принимают в Союз писателей СССР.
Известный донской поэт Даниил Долинский сказал о стихах Ковалевского так:
Очень трудно писать просто. Стих Ковалевского прост, естественен, душевен. Но — ёмок, лаконичен,
как сам автор, — немногословен.
Умер в Ростове-на-Дону 11 июня 1994 года на 95-м году жизни.

## Награды и почётные звания
- орден Красной Звезды (1967[7])
- медали
- Почётная Грамота Президиума Верховного Совета РСФСР (5 мая 1980[8])

## Книги
- Мои герои / [Отв. редактор А. И. Бусыгин]. — Ростов н/Д.: Ростиздат, 1938. — 44 с. — 5000 экз.
- Перед боем: Стихи и песни / [Отв. редактор В. Жак; Художник В. Бирюков]. — Ростов н/Д.: Ростиздат, 1940. — 56 с. — 3000 экз.
- Рождение песни / [Предисловие Е. Долматовского]. — Ростов н/Д.: Кн. изд-во, 1959. — 70 с. — 3000 экз.
- Наклонились вербы. — Ростов н/Д.: Кн. изд-во, 1961. — 70 с. — 2000 экз.
- Взятое с бою. — Ростов н/Д.: Кн. изд-во, 1965. — 106 с. — 10 000 экз.
- [Стихи]. — Ростов н/Д.: Кн. изд-во. — 23 с. — (Поэзия Дона). — 3000 экз.
- У нашего дома, у тихого Дона. [Для детей / Ил.: А. И. Хлебников]. — Ростов н/Д.: Кн. изд-во, 1969. — 50 000 экз.
- Я снова в дороге. — Ростов н/Д.: Кн. изд-во, 1969. — 119 с. — 10 000 экз.
- Красная птица. — Ростов н/Д.: Кн. изд-во, 1975. — 26 с.
- Над полями, травами… — Ростов н/Д.: Кн. изд-во, 1976. — 63 с. — 5000 экз.
- Стучи, моё сердце. — Ростов н/Д.: Кн. изд-во, 1980. — 63 с. — 5000 экз.
- Родниковый свет / [Ил.: Н. Я. Бойко]. — Ростов н/Д.: Кн. изд-во, 1984. — 61 с. — 4000 экз.
- Радость взгляда / [Худож. Э. С. Бобрешов]. — Ростов н/Д.: Кн. изд-во, 1989. — 78 с. — 1000 экз. — ISBN 5-7509-0046-0.